# Blitzschnell durch Amerika
Blitzschnell durch Amerika (Originaltitel: Detouring America) ist ein US-amerikanischer animierter Kurzfilm von Tex Avery aus dem Jahr 1939.

## Handlung
Der Erzähler stellt das Empire State Building in New York City vor. Eine Menschenmenge hat sich versammelt, da der Extremkletterer Mr. Butter Finger, die „Menschliche Fliege“, das Gebäude ersteigen will.
Die Reise geht weiter zu einer amerikanischen Militärakademie und weiter nach Süden in die Everglades. Der Sprecher warnt, dass Gelbfieber in diesen Breiten besonders gefürchtet wird – ein Forscher erschlägt auf seinem Handrücken einen Moskito, der daraufhin einen lauten Schmerzensschrei von sich gibt. Weiter westwärts, in Texas, sieht man einen Cowboy (engl. ugs. cowpuncher) eine Kuh schlagen. Der Erzähler meint, dass dieses Bild nicht stimmen kann und auch der Cowpuncher bestätigt, sich zu wundern, schlägt die Kuh jedoch weiter.
In Alaska steht ein schwarzer Anhalter und singt Carry Me Back to Old Virginny. Eine Eskimofrau nimmt ihn auf ihre Arme, trägt ihn nach Virginia und lässt ihn kurz hinter der Grenzmarkierung fallen. Weiter geht es zum Valley of the Giants in Oregon, wo Bäume für die Holzindustrie gefällt und an Flusskreuzungen per Ampelsystem geleitet werden. In Wyoming sieht ein Präriehund durch sein Fernglas einen Baum und ruft begeistert „Holz!“ (engl. „Timber!“) aus – zahlreiche Präriehunde eilen los. In Kalifornien findet ein Goldsucher ein Goldnugget und flüstert den Fund in die Kamera – sofort ist die Gegend von Dutzenden Goldsuchern besetzt.
Die indianischen Höhlenbewohner laufen immer im rechten Winkel zum Boden, auch abwärts. Bei den Indianern in Süd-Dakota werden die Kinder traditionell auf dem Rücken getragen. Eine Indianerin, die ihr erwachsenes Kind endlich auf eigenen Füßen stehen sehen will, sieht sich plötzlich mit einem sich weigernden und brüllenden Erwachsenen-Kind konfrontiert. Den indianischen Schlangentanz tanzen Schlangen.
Im Yellowstone-Nationalpark entpuppt sich der verlässliche Geysir als Wassertropfen, der stets pünktlich in einen Spucknapf springt. Im Park mutiert ein scheues Rehkitz zu einem kleinen Monster, das an die Tür des Jägerhauses schlägt und energisch Futter verlangt.
Mr. Butter Finger hat unterdessen fast das Dach des Empire State Buildings erreicht. Als der Erzähler ihn fragt, ob er dem Publikum etwas mitzuteilen habe, schreit er nur „Heeelp!“.

## Produktion
Blitzschnell durch Amerika kam am 26. August 1939 als Teil der Warner-Bros.-Trickfilmreihe Merrie Melodies in Technicolor in die Kinos.
Die einzelnen Szenen werden von verschiedenen Musikstücken untermalt: Zum Beispiel der Blick auf das Empire State Building von God Save the Queen, die Alaska-Szene von Carry Me Back to Old Virginny und Szenen um Mr. Butter Finger von The Umbrella Man.

## Synchronisation
| Rolle                                  | Originalsprecher |
| -------------------------------------- | ---------------- |
| Mr. Butterfinger, Cowboy, Indianerbaby | Mel Blanc        |
| Erzähler                               | Robert C. Bruce  |

## Auszeichnungen
Blitzschnell durch Amerika wurde 1940 für einen Oscar in der Kategorie „Bester animierter Kurzfilm“ nominiert, konnte sich jedoch nicht gegen Das hässliche Entlein durchsetzen.